# Mackenzee Pierce
Mackenzee Pierce (Chandler, Arizona; 10 de marzo de 1988) es una actriz pornográfica y modelo erótica estadounidense.

## Biografía
Mackenzee Pierce, nombre artístico de April Roe, nació en la localidad de Chandler, ciudad ubicada en el condado de Maricopa del estado de Arizona, en marzo de 1988, en una familia con ascendencia nativoamericana.
Debutó en la industria como actriz pornográfica en enero de 2007, con 19 años, focalizando la mayoría de sus trabajos rodando escenas en solitario (masturbación), POV, de sexo lésbico o gonzo. No obstante, en su primera película protagonista grabó su primera escena de sexo anal, siendo esta No Swallowing Allowed 11. En su segunda producción grabaría también su primera escena de doble penetración, categoría en la que destacaría en los Premios AVN, por Down the Hatch 22. En octubre de 2008 grabó su primera escena de sexo interracial, con Lexington Steele, en Lex on Blondes 5.
Como actriz, ha trabajado para productoras como Penthouse, New Sensations, Digital Sin, Jules Jordan Video, Devil's Film, 3rd Degree, Brazzers, Digital Playground, Hustler, Pure Play Media, Reality Kings, Evil Angel, Naughty America, Elegant Angel, Adam & Eve, Bluebird Films, Zero Tolerance, Sin City, Bangbros, Vivid o Wicked, entre otras.
Recibió sendas nominaciones en los Premios AVN en los años 2010 y 2011 en la categoría de Mejor escena de doble penetración, primero por Hot N' Sexy y después por Whatever It Takes.
Se retiró de la industria parcialmente en 2016, realizando desde entonces algunos papeles hasta 2018, año en que se retiró formalmente, con más de 360 películas grabadas como actriz.

## Premios y nominaciones
| Año  | Ceremonia   | Resultado | Premio                            | Trabajo           |
| ---- | ----------- | --------- | --------------------------------- | ----------------- |
| 2010 | Premios AVN | Nominada  | Mejor escena de doble penetración | Hot N' Sexy       |
| 2011 | Premios AVN | Nominada  | Mejor escena de doble penetración | Whatever It Takes |
| 2013 | Sex Awards  | Nominada  | Mejor cuerpo porno                | —                 |